# Subornation de témoin
En droit pénal français, la subornation de témoin est un délit. Ce délit est prévu et réprimé par l'article 434-15 du code pénal et est puni de trois ans d'emprisonnement et de 45 000 € d'amende, même si la subornation n'est pas suivie d'effet.
La subornation consiste à obtenir une déclaration mensongère (ou une attestation, déclaration, ou déposition), ou une abstention de témoignage, en usant de « promesses, offres, présents, pressions, menaces, voies de fait, manœuvres ou artifices », voire de son pouvoir, au cours d'une procédure judiciaire ou en vue d'une demande ou d'une défense, même si la subornation n'est pas suivie d'effet.
Les interprètes et experts sont également visés, respectivement par les articles 434-19 et 434-21 du Code pénal.